# Best Always
『Best Always』（ベスト・オールウェイズ）は、2014年12月3日に発売された大滝詠一のオールタイム・ベスト。

## 解説
大滝にとっては初となる純粋な意味でのソロ・ベストアルバムで、過去に大滝は『DEBUT』『B-EACH TIME L-ONG』『SNOW TIME』といったベスト・アルバム、『大滝詠一 SONG BOOK』といった自選集の発売はあったものの、それらは何れも再演再録、ライブ音源での収録、オーケストラ音源とのミックス音源、後半部分を未発表インストで固めるといった変則的な作品集であり、一般に認知される「既存の楽曲を発売当初のままの形で収録し、それをまとめて網羅したものをひとつのアルバムとして販売する」といった形態でのベスト・アルバムは今回が初となる。
『最新作』だったアルバム『EACH TIME -30th Anniversary Edition-』のデジタル・リマスター作業を終えた後、大滝は2013年12月30日午後に急死。2010年1月3日放送の「山下達郎のサンデー・ソングブック」“新春放談”にて大滝は、「EACH TIME30周年盤でナイアガラ不滅プロジェクトを完結させ、過去作品全てをオリジナル形態でBOXセットを発売、シングルオンリーの作品についてはベストで補完する」といった構想を語っていたものの、それが実現されないままアルバム30周年事業のみが完了したのみだった。
制作にあたっては、女婿でナイアガラ・エンタープライズを継承した坂口修（音楽評論家）と、長男の大瀧詞巧ら大瀧家の親族が監修した。
本作ははっぴいえんどからリアルタイムでの最後の公式発表曲となった竹内まりやとのデュエット曲「恋のひとこと」まで、レコード会社の垣根を越えて選曲された2枚組となる。シングル曲は数あるバージョン違いの中から主に初CD化となるシングル・バージョンが選ばれ、中には自身の作品に収録されなかったミックス違いの音源の初CD化、他社のコンピレーション・アルバムに収録されていた作品の自身のアルバムでの初収録、CM用に制作されながらも未発表となっていた作品なども含めた決定版となる。収録順は基本的に時系列に沿ったもので、DISC1をはっぴいえんど～コロムビア期、DISC2をソニー移籍後から最後の作品に至るまでという構成となっている。中でも、ファンの間でも存在が噂されながらも大滝本人が実在を明かさなかった自身最大のヒット作ともいえる、「夢で逢えたら」の大滝歌唱によるセルフカバーが収録されたことは大きく報じられた。

## パッケージ、アートワーク
アルバムの帯には以下のキャッチコピーが記載されている。
ブックレットには山下達郎、伊藤銀次、佐野元春、杉真理、竹内まりやからの寄稿文を掲載。曲目解説はDISC 1を安田謙一、DISC 2を能地祐子がそれぞれ担当。アート・デザインは中山泰が手掛けた。初回生産限定盤は三方背BOX仕様となるほか、初出のカラオケを収録した『Best Always Track』を加えた3枚組。

## チャート
2014年12月15日付のオリコン週間アルバムランキングで初登場2位を獲得した。大滝にとってTOP3入りは、1997年にシングル「幸せな結末」で2位を獲得して以来17年ぶりとなった。また、アルバムのTOP3入りは『EACH TIME』（1984年）以来30年ぶりとなる。しかしこれはLPでのチャートインであったため、CDのアルバム作品としては初のTOP3入りを果たした。

## 収録曲

### DISC 1
1. ナイアガラ・ムーン （イン・ザ・プール Mix）  –  (3'05")[4] （『NIAGARA MOON』収録 1975.5.30リリース）
  - 作詞・作曲：大瀧詠一 編曲：大瀧詠一 / Str.山下達郎
  - 本作には映画『イン・ザ・プール』用にリミックスされたものが収録された。ボーカルも録り直されている。
2. 12月の雨の日 (Single Version)  –  (3'18")[4] / はっぴいえんど （「12月の雨の日 / はいからはくち」 1971.4.1リリース）
  - 作詞：松本隆 作曲：大瀧詠一
  - 1970年のアルバム『はっぴいえんど』収録曲。本盤には翌71年4月に発売されたアルバムとは別ヴァージョンのデビュー・シングルから収録。
3. 恋の汽車ポッポ (Single Version) *  –  (2'15")[4] （「恋の汽車ポッポ」 1971.12.10リリース）
作詞：江戸門弾鉄 作曲・編曲：多羅尾伴内
4. 空飛ぶくじら (Single Version)  –  (2'09")[4] （「空飛ぶくじら」 1972.6.25リリース）
作詞：江戸門弾鉄 作曲：大瀧詠一 編曲：多羅尾伴内
5. 指切り  –  (3'35")[4] （『大瀧詠一』収録 1972.11.25リリース）
作詞：松本隆 作曲・編曲：大瀧詠一
6. Cider '73 '74 '75  –  (2'49")[4] （『NIAGARA MOON』収録 1975.5.30リリース）
作詞：伊藤アキラ 作曲・編曲：多羅尾伴内
7. 楽しい夜更し  –  (2'14")[4] （『NIAGARA MOON』収録 1975.5.30リリース）
作詞・作曲・編曲：大瀧詠一
8. 夜明け前の浜辺  –  (4'05")[4] （『NIAGARA TRIANGLE Vol.1』収録 1976.3.25リリース）
作詞・作曲・編曲：大瀧詠一
9. 幸せにさよなら  –  (3'49")[4] / ナイアガラ・トライアングル 山下達郎 伊藤銀次 大滝詠一 （「幸せにさよなら / ドリーミング・デイ」 1976.4.1リリース）
  - 作詞・作曲・編曲：伊藤銀次
  - 1997年の「山下達郎のサンデー・ソングブック」“新春放談”でオンエアされた、大瀧から歌い始める順番違いの“シングル・スペシャル”を元に、新たにミックスされたもの。バック・トラックには細野晴臣と松任谷正隆が参加したシングル・ヴァージョンが使われている。
10. ニコニコ笑って  –  (1'46")[4] （『GO! GO! NIAGARA』収録 1976.10.25リリース）
作詞・作曲：大瀧詠一 編曲：多羅尾伴内
11. Cider '77  –  (1'05")[4] （『NIAGARA CM SPECIAL Vol.1』収録 1977.3.25リリース）
  - 作詞：伊藤アキラ 作曲・編曲：多羅尾伴内
  - 1983年のCD『NIAGARA CM SPECIAL Special Issue』にのみ収録されていた“2番に歌詞が入っているフル・ヴァージョン”を使用。
12. The Very Thought Of You  –  (2'38")[4] / シリア・ポール （『夢で逢えたら』収録 1977.6.25リリース）
  - 作詞・作曲：R.Noble 編曲：多羅尾伴内 / Str.山下達郎
  - ©CAMPBELL CONNELLY AND CO.,LTD.
13. 青空のように (Single Version)  –  (3'05")[4] （「青空のように」 1977.7.1リリース）
  - 作詞・作曲：大瀧詠一 編曲：多羅尾伴内 / 山下達郎
  - 初CD化となるシングル・ヴァージョン。
14. 真夏の昼の夢 ('81 Mix)  –  (2'25")[4] （『NIAGARA CALENDAR '78』収録 1977.12.25リリース）
  - 作詞・作曲：大瀧詠一 編曲：多羅尾伴内
  - 1981年にCBS・ソニーから再発された際に笛吹銅次（大瀧自身）がリミックスしたヴァージョンで収録。
15. ブルー・ヴァレンタイン・デイ (Single Version)  –  (3'22")[4] （「ブルー・ヴァレンタイン・デイ」 1978.2.1リリース）
  - 作詞・作曲：大瀧詠一 編曲：多羅尾伴内
  - 初CD化となるシングル・ヴァージョン。
16. 外はいい天気だよ '78  –  (2'57")[4] （『DEBUT』収録 1978.8.25リリース）
  - 作詞：松本隆 作曲：大瀧詠一 編曲：大瀧詠一 / Str.山下達郎
  - はっぴいえんど『HAPPY END』収録曲（「外はいい天気」）のセルフ・カヴァー。
17. 烏賊酢是!此乃鯉  –  (2'11")[4] （『LET'S ONDO AGAIN』収録 1978.11.25リリース）
  - 作詞・作曲・編曲：多羅尾伴内
  - 本作には1987年に『NIAGARA BLACK BOOK』用に制作された未発表ヴァージョンで収録。
18. 夢で逢えたら  –  (3'53")[4]
  - 作詞・作曲：大瀧詠一 編曲：多羅尾伴内 / Str.山下達郎
  - ボーナス・トラック。生前はファンから「大滝自身が歌う夢で逢えたらを聴かせてくれ」といったラジオで問い合わせがあっても「そんなものは無い」と答えていたセルフカバーバージョン。大滝自身がライブで披露することも無く、『A LONG VACATION』のコンサートで観客からリクエストされても、太田裕美に歌わせて本人は歌わなかった。家族のみにその実在とマスターの所在を明かしており、本バージョンが初披露されたのは大滝の葬儀の場であった。2014年夏、スタッフが遺品の中からマスターテープを発見。ケースには“Sing by OTAKI”と書かれてあり、80年代初めに録音されたもので、その存在が家族にのみ明かされていた音源が収録されている[5]。バックトラックは吉田美奈子のオリジナル同様大滝がアレンジしたシリア・ポール版のバックトラックが使われている。

* MONO

### DISC 2
1. 君は天然色 (Single Version)  –  (4'44")[4] （「君は天然色」 1981.3.21リリース）
  - 作詞：松本隆 作曲：大瀧詠一 編曲：多羅尾伴内
  - 1981年発売の『A LONG VACATION』収録曲。本作収録には自身のアルバムでは未CD化のままだったシングル・バージョン（イントロのカウント音をカット）が選ばれ、アルバム初収録となる[注釈 1]。
2. 恋するカレン (Single Version)  –  (3'23")[4] （「恋するカレン」 1981.6.21リリース）
  - 作詞：松本隆 作曲：大瀧詠一 編曲：多羅尾伴内
  - 『A LONG VACATION』収録曲。この楽曲も未CD化のままだったシングル・バージョン（ミックスの大きな違いはないが、イントロの音量が少し大きい）が選出され、これはアルバム初収録となる。
3. A面で恋をして (Single Version)  –  (3'20")[4] / ナイアガラ・トライアングル 佐野元春 杉真理 大滝詠一 （「A面で恋をして / さらばシベリア鉄道」 1981.10.21リリース）
  - 作詞：松本隆 作曲：大瀧詠一 編曲：多羅尾伴内
  - 『NIAGARA TRIANGLE Vol.2』収録曲。シングル・バージョンは自身のアルバム初収録で、かつエンディングの後にマシンガンの音が入った初回プレス版のCD化は初めてだった（マシンガン音のないセカンドプレス・シングル版は『青春歌年鑑』『ゴールデンJポップ 1981−82ベストヒット集』『風街図鑑』などのコンピレーション・アルバムでCD化済）。
4. さらばシベリア鉄道 (Single Version)  –  (3'49")[4] （「さらばシベリア鉄道」 1981.10.21リリース）
  - 作詞：松本隆 作曲：大瀧詠一 編曲：多羅尾伴内
  - 『A LONG VACATION』収録曲で、もともとは太田裕美への提供曲のセルフカバー。イントロのフェード・インがカットされ、エンディングのフェード・アウトが早いシングル・バージョンは初CD化（但し、『NEW MUSIC BEST COLLECTION』シリーズの『時間よ止まれ〜恋人よ』などの通販限定コンピレーション・アルバムにてCD化された事はある）。
5. オリーブの午后  –  (3'41")[4] （『NIAGARA TRIANGLE Vol.2』収録 1982.3.21リリース）
作詞：松本隆 作曲：大瀧詠一 編曲：CHELSEA
6. ♡（ハート）じかけのオレンジ (Single Version)  –  (2'50")[4] （「♡（ハート）じかけのオレンジ」 1982.3.21リリース）
  - 作詞：松本隆 作曲：大瀧詠一 編曲：CHELSEA
  - 『NIAGARA TRIANGLE Vol.2』収録曲。アルバムの発売同日にシングルカットされた。
7. ROCK'N' ROLL 退屈男  –  (3'03")[4] / 大滝詠一 with Jack Tones （「♡（ハート）じかけのオレンジ c/w ROCK'N' ROLL 退屈男」 1982.3.21リリース）
  - 作詞・作曲：大瀧詠一 編曲：宿霧十軒
  - シングル「♡じかけのオレンジ」のB面。アルバム未収録だが、後に『大瀧詠一 Song Book I -大瀧詠一作品集 (1980-1985)-』に収録された。曲中に「うなづきマーチ」の一節が使われている。「ひらけ!ポンキッキ」のミニコーナーでエンディング部分が使われていて、年後ファンになった当時「ひらけ!ポンキッキ」の視聴者だった80年代生まれが大滝詠一と知らないで聞いていて唯一昔から知っていた大滝の曲である。
8. CM Special Vol.2 (Complete Version)  –  (1'13")[4] （『NIAGARA CM SPECIAL Vol.2』収録 1982.10.1リリース）
  - 作詞・作曲・編曲：大瀧詠一
  - 『NIAGARA CM SPECIAL Vol.2』収録のバージョンとはやや異なり、女性英語教師達による『Vol.2!』のコーラスがオン気味にミックスされたバージョン。
9. Cider '83  –  (1'02")[4] （「CIDER SPECIAL」 1983.4 (NOT FOR SALE)）
  - 作詞：伊藤アキラ 作曲：大瀧詠一 編曲：多羅尾伴内
  - 『NIAGARA CM SPECIAL Special Issue』収録曲。本作に収録されているのは未発表だった60秒バージョン。
10. ペパーミント・ブルー  –  (5'01")[4] （「ペパーミント・ブルー」 1984.3 (NOT FOR SALE)）
  - 作詞：松本隆 作曲・編曲：大瀧詠一
  - 『EACH TIME』収録曲。オリジナル形態の『EACH TIME』からは唯一選出された楽曲で同アルバム発売時にはリードトラック扱いでアルバムプロモーション用のCMでも使われていた。
11. バチェラー・ガール (Single Version)  –  (4'39")[4] （「バチェラー・ガール」 1985.11.1リリース）
作詞：松本隆 作曲：大瀧詠一 編曲：大瀧詠一 / Str.井上鑑
12. フィヨルドの少女 (Single Version)  –  (4'01")[4] （「フィヨルドの少女」 1985.11.1リリース）
作詞：松本隆 作曲・編曲：大瀧詠一
13. 夏のリビエラ 〜Summer Night in Riviera〜  –  (4'33")[4] （『SNOW TIME』収録 1985.12 (NOT FOR SALE)）
  - 作詞：MARTHA LAVENDER 作曲：大瀧詠一
  - CDのみで配布されたプロモーション盤『SNOW TIME』収録曲。森進一に提供した「冬のリヴィエラ」の英語詞ヴァージョン。1983年7月24日、西武球場で行われたライヴ・イベント“オールナイト・ニッポン・スーパーフェス'83”出演時に使用されたオーケストラ入りのバック・トラックに改めてヴォーカルをダビングしてリミックスされたもの。
14. 幸せな結末  –  (4'37")[4] （「幸せな結末」 1997.11.12リリース）
  - 作詞：多幸福 作曲：大瀧詠一 編曲：井上鑑
  - 1997年に12年ぶりの新曲として発売されたシングルで大滝自身最大の売り上げを記録したミリオンセラー作品。大滝のソロ名義のアルバムへの収録は本作が初となる。
15. Happy Endで始めよう  –  (3'44")[4] （「幸せな結末 c/w Happy Endで始めよう」 1997.11.12リリース）
  - 作詞：Koufuku Ohno 作曲：Bannai Tarao 編曲：Rinky O'hen
  - 「幸せな結末」のカップリング曲。随所にはっぴいえんどへのリスペクト、オマージュ、セルフパロディが盛り込まれている。本楽曲も大滝ソロ名義としてはアルバム初収録となる。
16. 恋するふたり  –  (4'28")[4] （「恋するふたり」 2003.5.21リリース）
  - 作詞：多幸福 作曲：大瀧詠一 編曲：井上鑑
  - 大滝が21世紀に残した唯一のシングル。松田聖子に提供した「風立ちぬ」の春バージョンとして制作された。アルバム初収録。
17. 恋のひとこと 〜SOMETHING STUPID〜  –  (2'45")[4] / 竹内まりや Duet With 大滝詠一 （『Longtime Favorites』収録 2003.10.29リリース）
  - 作詞・作曲：Carson C.Parks 編曲：山下達郎・服部克久
  - Words and Music by C.Carson Parks
©1967 by GREENWOOD MUSIC COMPANY / WARNER/CHAPPEL MUSIC LTD.
All rights reserved. Used by permission.
Rights for Japan administered by WARNER/CHAPPELL MUSIC JAPAN, K.K.
  - 2002年12月22日放送の「山下達郎のサンデー・ソングブック」での年忘れ夫婦放談でのオンエアが初出（オリジナル音源を元に制作）。このレコーディング自体も5年ぶりのスタジオ入りと伝えられた。後に竹内まりやのカバー・アルバム『Longtime Favorites』[注釈 2]に収録された。本作では唯一、大滝の作品以外から選ばれた。生前最後の公式レコーディング作品[注釈 3]。フランク・シナトラとナンシー・シナトラ父娘による、1967年発表のデュエット・ヒットである本曲が、ほぼ忠実にカヴァーされている。

### DISC 3『Best Always Tracks』（初回盤のみ）
1. ナイアガラ・ムーン  –  (3'05")[4]
2. 幸せにさよなら  –  (4'12")[4]
3. 夢で逢えたら  –  (4'00")[4]
4. ROCK'N'ROLL 退屈男  –  (3'07")[4]
5. CM Special Vol.2  –  (1'18")[4]
6. Cider '83  –  (0'33")[4]
7. 夏のリビエラ 〜Summer Night in Riviera〜  –  (4'32")[4]
8. 幸せな結末  –  (4'38")[4]
9. Happy Endで始めよう  –  (3'43")[4]
10. 恋するふたり  –  (4'43")[4]

## クレジット
| Mastering Engineer : | - Tetsuya Naitoh (Sony Music Studios Tokyo) - Remastered on Oct 2014 |

|                                     |
| Art Design : Yasushi Nakayama (NYC) |
|                                     |

| A&R : | - Naoki Yoshitake (Sony Music Records) - Asako Tsunoda (Sony Music Records) |

|                                                                         |
| Director : Masaaki Shirota                                              |
|                                                                         |
| Advisor : Hiroaki Shimura                                               |
|                                                                         |
| Supervisor : Shikoh Ohtaki and Family                                   |
|                                                                         |
| Producer : Eiichi “Mr Niagara” Ohtaki                                   |
|                                                                         |
|                                                                         |
| Disc1 Track2-5 Licensed by Bellwood / King records KING RECORD Co.,Ltd. |
| Disc2 Track17 Licensed by Warner Music Japan                            |
| 竹内まりや by the courtesy of Warner Music Japan                        |

## リリース日一覧
| 地域 | リリース日    | レーベル                         | 規格    | カタログ番号                                        | 備考                                                                                 |
| ---- | ------------- | -------------------------------- | ------- | --------------------------------------------------- | ------------------------------------------------------------------------------------ |
| 日本 | 2014年12月3日 | NIAGARA ⁄ Sony Music Labels Inc. | 3CD 2CD | SRCL 8010~2【初回生産限定盤】 SRCL-8013~4【通常盤】 | 初回生産限定盤は初出のカラオケを収録したボーナス・ディスク付き。三方背ボックス仕様。 |